# بودو

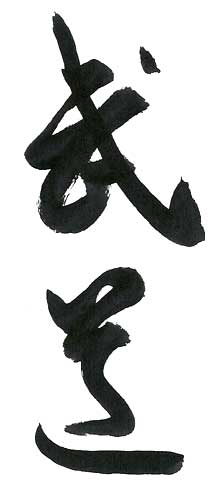
كلمة بودو باللغة اليابانية.

بودو (باليابانية: 武道) هو مصطلح ياباني يعبر بشكل رئيسي عن الفنون القتالية وما يرافقها من ممارسات أخلاقية وروحية.
تقسم كلمة بودو (武道) إلى حرفين (武) وتعني «حرب» أو «قتال» و (道) وتعني «طريق» وهي كلمة أصلها من البوذية وتعني «طريق التنوير» أو «طريق الهداية».
بالمقارنة مع بودو التي تشمل الفنون القتالية والممارسات الروحية فإن كلمة بوجيتسو (武術) تعبر بشكل خاص عن الفنون القتالية وتقنياتها.

## اقرأ أيضاً
- فنون قتال يابانية حديثة
- بوشيدو